# Administrator sieci informatycznej
Administrator sieci informatycznej – specjalista odpowiedzialny za zarządzanie siecią komputerową w organizacji.
Do jego zadań należy:
- informowanie o dostępnych usługach i ich możliwościach
- instalowanie nowych wersji oprogramowania
- instalowanie systemu rozliczenia użytkowników za wykorzystane zasoby sieci,
- konfigurowanie interfejsów sieciowych komputerów.
- kontrola poprawności działania sieci poprzez reagowanie na wszelkie zakłócenia i nieprawidłowości,
- nadzorowanie innych pracowników pod względem informatycznym
- nadzór nad prawidłową pracą urządzeń wspomagających
- prowadzenie szkoleń pracowników w zakresie korzystania z sieci,
- przestrzeganie zasad ochrony haseł
- reagowanie w przypadku stwierdzenia nieprawidłowego korzystania z sieci przez jej użytkowników
- tworzenie systemu haseł dostępu do urządzeń,
- wskazywanie konieczności zainstalowania odpowiednich mechanizmów ochrony i wykrywania szpiegów
- wskazywanie niezbędnych danych administratorowi systemu komputerowego,
- zapewnienie bezawaryjnej pracy sprzętu w sieci
- zapewnienie ochrony haseł i dostęp do sieci
- archiwizowanie konfiguracji urządzeń
- zarządzanie adresacją sieci
- zmiana w konfiguracji urządzeń i systemów sieciowych oraz ich dokumentowanie na bieżąco.